# Personaggi di Psycho Busters
Qui di seguito sono indicati i personaggi che compaiono nel manga Psycho Busters. 

## Kakeru Hase
- Capacità: creazione di barriere infra-dimensionali (manipolazione del tempo)
- Categoria: tipo 0, wild type

Kakeru Hase (馳 翔, Hase Kakeru) è il protagonista della serie e Psychic di categoria 0. È il primo psychic osservato dalla Greenhouse e con la manifestazione del suo potere nell'incidente sull'autobus di 11 anni prima ha influenzato le persone che erano con lui, facendole diventare a loro volta psychic.

## Ayano Fujimura
- Capacità: telepatia e proiezione astrale
- Categoria: non specificata, wild type

 Ayano Fijimura  (藤邑 綾乃, Fujimura Ayano) è una Psychic ribellatasi alla Greenhouse. Ottiene i suoi poteri grazie all'incidente sull'autobus di 11 anni prima e in seguito viene affidata dalla madre alla Greenhouse perché temeva il suo potere di leggere nella mente all'età di 6 anni. Arrivata ai 15 anni sempre segregata alla Greenhouse, si unirà a Joi nello scappare alla Greenhouse. 

## Joi Touma
- Capacità: Chiaroveggenza e controllo del tempo (svelato alla fine)
- Categoria: 1, wild type

Personaggio più enigmatico della serie, Joi Touma (当真 条威, Tōma Jōi) non è un umano, ma un "se medesimo" di Ikushima, nato dall'incidente dell'autobus. Toma infatti è il cognome della moglie di Ikushima, il cui vero nome è invece Joi. Possiede gli stessi poteri del suo medesimo, cioè chiaroveggenza e controllo del tempo. Capo del gruppo e con un forte atteggiamento da leader, decide le azioni che lui e i suoi compagni dovranno seguire.

## Xiao Long Bai
Xiao Long Bai (伯 小龍, Bai Shaoron)
- Capacità: Qi Gong (forma curativa che utilizza il chi, l'energia interiore)
- Categoria: non specificata, wild type

## Kaito Himuro
- Capacità: Pirocinesi
- Categoria: non specificata, wild type

Kaito Himuro (火室 海人, Himuro Kaito) è uno psychic del gruppo di Joi, che utilizza il fuoco per combattere. Cresciuto in un ambiente difficile, in uno dei quartieri malfamati di Shibuya dove perde la sorella a causa di alcuni ladri, viene poi rinchiuso nella Greenhouse. Scappato con Joi, Ayano e Xiao Long, non fa parte del gruppo iniziale che cerca Kakeru, ma torna a Shibuya e viene recuperato da Ayano, Xiao Long e Kakeru.

## Akira Hiyama
- Akira Hiyama (灯山 晶, Hiyama Akira) è un'agente dell'agenzia CRIMERS. Sembra avere facoltà paranormali che le permettono di unirsi con le ombre. Ufficialmente è il direttore amministrativo della scuola che frequenta Kakeru.

## Arata Ikushima
- Capacità: Chiaroveggenza, controllo del tempo
- Categoria: non specificata, probabilmente 0

Arata Ikushima (生島 荒太, Ikushima Arata) è l'effettivo capo della Greenhouse, prima ufficioso e in seguito all'assassinio dei magnati che controllavano l'organizzazione, ufficiale. Padre di Tomoe, vuole distruggere il mondo per potersi riunire alla figlia. 

## Maya Kasuga
- Capacità: Illusione
- Categoria: 1, domestic type

Maya Kasuga (春日 麻耶, Kasuga Maya) è una psychic al servizio di Ikushima. In seguito all'uccisione dei capi della Greenhouse e al risveglio di Todoroki, si unirà al gruppo di Joi.

## Sho Amamiya
- Capacità: Teletrasporto
- Categoria: 1, domestic type

Sho Amamiya (天宮 将, Amamiya Shō) è uno psychic al servizio di Ikushima, ma, in seguito all'assassinio dei capi della Greenhouse e al risveglio di Todoroki, si unirà al gruppo di Joi. È in costante competizione con Kaito, suo migliore amico, e dimostra una forte passione per la musica rock.

## Takemaru Hidaka
- Capacità: Telecinesi
- Categoria: 1, domestic type

Takemaru Hidaka (飛鷹 猛丸, Hidaka Takemaru) psychic al servizio di Ikushima. In giovane età uccise tutti i compagni di classe e due bulli, i primi con delle matite, i secondi facendoli levitare sopra le rotaie mentre passava un treno. Sembra che uccidere lo diverta e usa per combattere delle matite che fa vorticare ad altissima velocità. Quasi uccide Kakeru, ma viene sconfitto da questo nel loro secondo scontro, nella palestra della scuola. Maturerà lentamente, provando sempre più amicizia e competizione verso Kakeru, difendendolo da Himuro Saki. Si unirà al gruppo di Joi per sventare i piani di Ikushima, venendo quasi ucciso da Todoroki.

## Jun Todoroki
- Capacità: creazione di barriere infra-dimensionali (manipolazione del tempo)
- Categoria: 0, Non Classificabile, Psychic dalla Nascita.
- Jun Todoroki (百々路樹 潤, Todoroki Jun) è uno psychic al servizio di Ikushima. È il clone di Kakeru, e in quanto suo clone possiede anche gli stessi poteri. È ossessionato dal fatto di essere un clone di Kakeru, e la sua vita ha come unico scopo diventare lui l'originale, uccidendo Kakeru.

Aiutando Ikushima (in cui lui prova profonda fiducia, dandogli il merito di essere ancora vivo grazie a lui) viene sfruttato, per poi essere abbandonato dallo stesso Ikushima, che gli spara alle spalle durante uno scontro con gli altri psychic. Nonostante il tradimento, Todoroki difende Ikushima nel medesimo scontro. Todoroki muore in un ultimo tentativo di uccidere Kakeru, all'interno della Torre del Tempo.

## Fuyuko Isshiki
- Capacità: Evocare e comandare gli spettri.
- Categoria: 1, domestic type
- Fuyuko Isshiki (一色 冬子, Isshiki Fuyuko) è uno psychic al servizio di Ikushima, che successivamente passarà dalla parte di Kakeru e dei suoi compagni. Ha il potere di evocare e comandare gli spettri, quando li utilizza vengono chiamati Gigantes, con l'aspetto di enormi ciclopi. Questi posseggono forza e resistenza impressionanti, ed essendo spiriti sono deboli al Qi Gong di Xiao Long, ma possono anche interferire con la proiezione astrale di Ayano.

Fuyuko ha un carattere triste, ed è molto timida. Era molto affezionata al primo spettro che le apparve (Ghi) che venne lasciato andare all'Aldilà dopo uno scontro con Sho, Takemaru, Maya, Kaito, Xiao Long.

## Tomoe Ikushima
- Capacità: Una Spada che aumenta lo scorrere del tempo nella zona colpita.
- Categoria: nessuna, non è uno psychic.
- Tomoe Ikushima (生島 智恵, Ikushima Tomoe) è una ragazza che Kakeru trova nel Confine del Tempo. Questa ragazza aiuta Kakeru a capire per la prima volta il funzionamento del suo potere, durante lo scontro con Masato Kiryu. Ha il potere, sebbene non sia una psychic, di materializzare una spada che non ferisce, ma che accelera lo scorrere del tempo nella zona colpita. Si svela poi come la figlia morta di Ikushima, morta il giorno dell'incidente che donò a tutti i poteri.

## Saki Himuro
- Capacità: nessuna
- Categoria: nessuna
- Saki Himuro (火室 咲貴, Himuro Saki) è la sorellina di Kaito, che lui ritrova nella Torre del Tempo. Saki era morta cercando di proteggere Kaito, che era corso a salvarla da un rapimento.

Nella Torre del Tempo ricopre un ruolo durante una prova, nella quale dovevano mostrarle a lei, cieca, ciò che si trovava al di là di un muro.